# Solfato rameoso
Il solfato rameoso è il sale di rame avente numero di ossidazione pari a +1 dell'acido solforico. Ha formula bruta Cu2SO4. Appare come un solido cristallino di colore verde chiaro solubile in acqua. È un composto instabile, in quanto il rame tende ad ossidarsi allo stato +2 formando il più comune CuSO4; per questo motivo attualmente non ha molte applicazioni.